# Salzkammergut
Salzkammergut este o regiune care cuprinde Traunviertel, fiind situată la marginea de nord a munților Alpi în zona localităților Bad Ischl, Vöcklabruck și Hallstatt din Austria.

## Date geografice
Regiunea Salzkammergut este traversată de râul Traun, pe traseul căruia se află 76 de lacuri de mărimi diferite, regiunea fiind înconjurată de munții Dachsteingebirge, Totes Gebirge și Höllengebirge.
Din punct de vedere geologic predomină în regiune rocile roșii de calcar, cu peșteri numeroase, morenele sunt mărturie a acțiunii ghețarilor și tot aici se mai pot aminti regiunile cu turbă Hochmoor (regiuni de smârcuri la altitudini mari).

## Istorie
De aici, în 9 iulie 1734, sub domnia lui Carol al VI-lea, Împărat Roman, au fost deportați în Transilvania protestanții, foști catolici ce trecuseră la confesiunea evanghelică luterană, și care s-au stabilit în localitățile Turnișor (azi cartier al municipiului Sibiu), Cristian și Apoldu de Sus, din județul Sibiu, sub denumirea de Landleri.